# ریلی (خواننده)
ریلی (به انگلیسی: Reiley) با نام اصلی رانی پیترسن (به انگلیسی: Rani Petersen) (زاده ۲۴ نوامبر ۱۹۹۷) خواننده و سلبریتی اینترنتی دانمارکی است.
او نماینده دانمارک در یوروویژن ۲۰۲۳ بود.